# Feldwebel

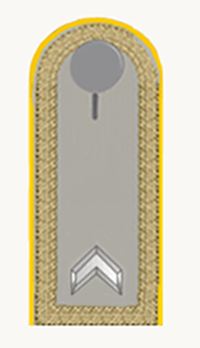
Aspecto da passadeira da patente.

Feldwebel (Fw ou F) é uma patente militar em vários países. Originalmente criado na Alemanha, é também usado na Suiça, Finlândia, Suécia e Estónia. Esta patente também já foi usada na Rússia, na Áustria-Hungria e na Bulgária.
Existem variações desta patente militar, como por exemplo Oberstabsfeldwebel, que é o posto mais alto da classe de sargentos no exército e na força aérea da Alemanha.